# 派爾努河
派爾努河是愛沙尼亞的河流，河道全長144公里，流域面積6,920平方公里，最終注入里加灣，河水主要來自地下水和雨水，河畔城鎮有派爾努，每年十二月至翌年三月結冰。

## 图片

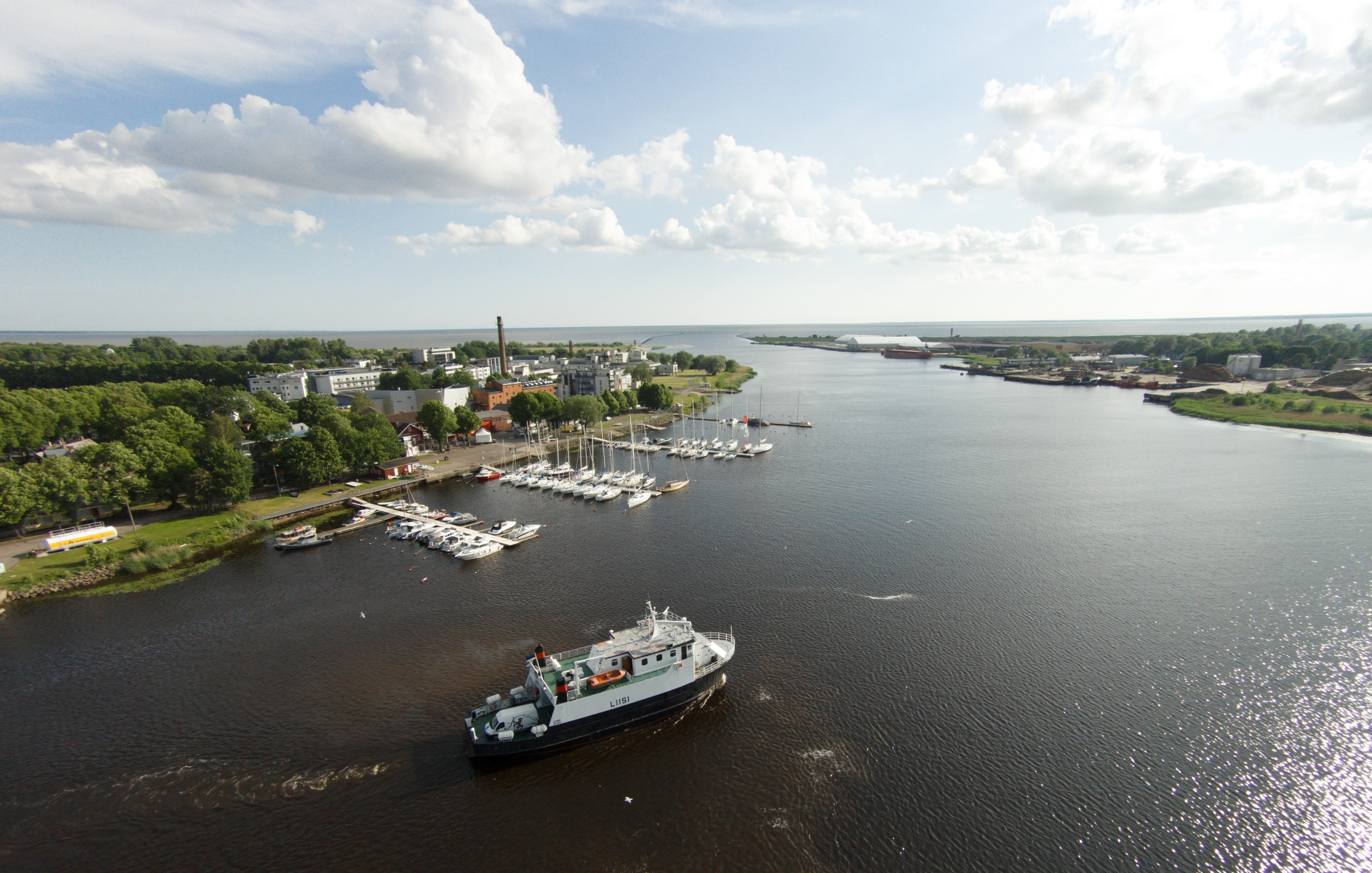
流经派尔努的河域
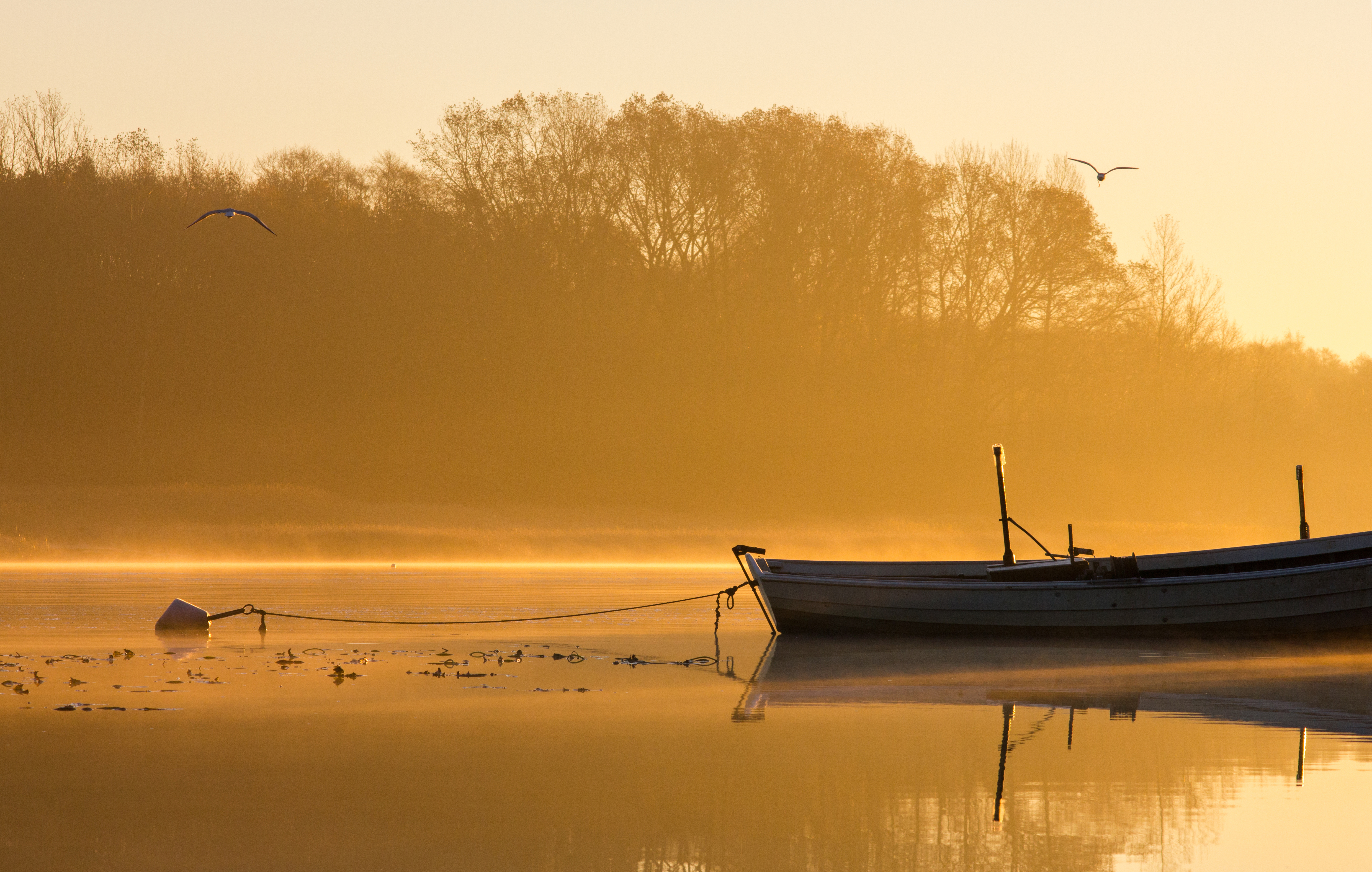
派爾努河的日出
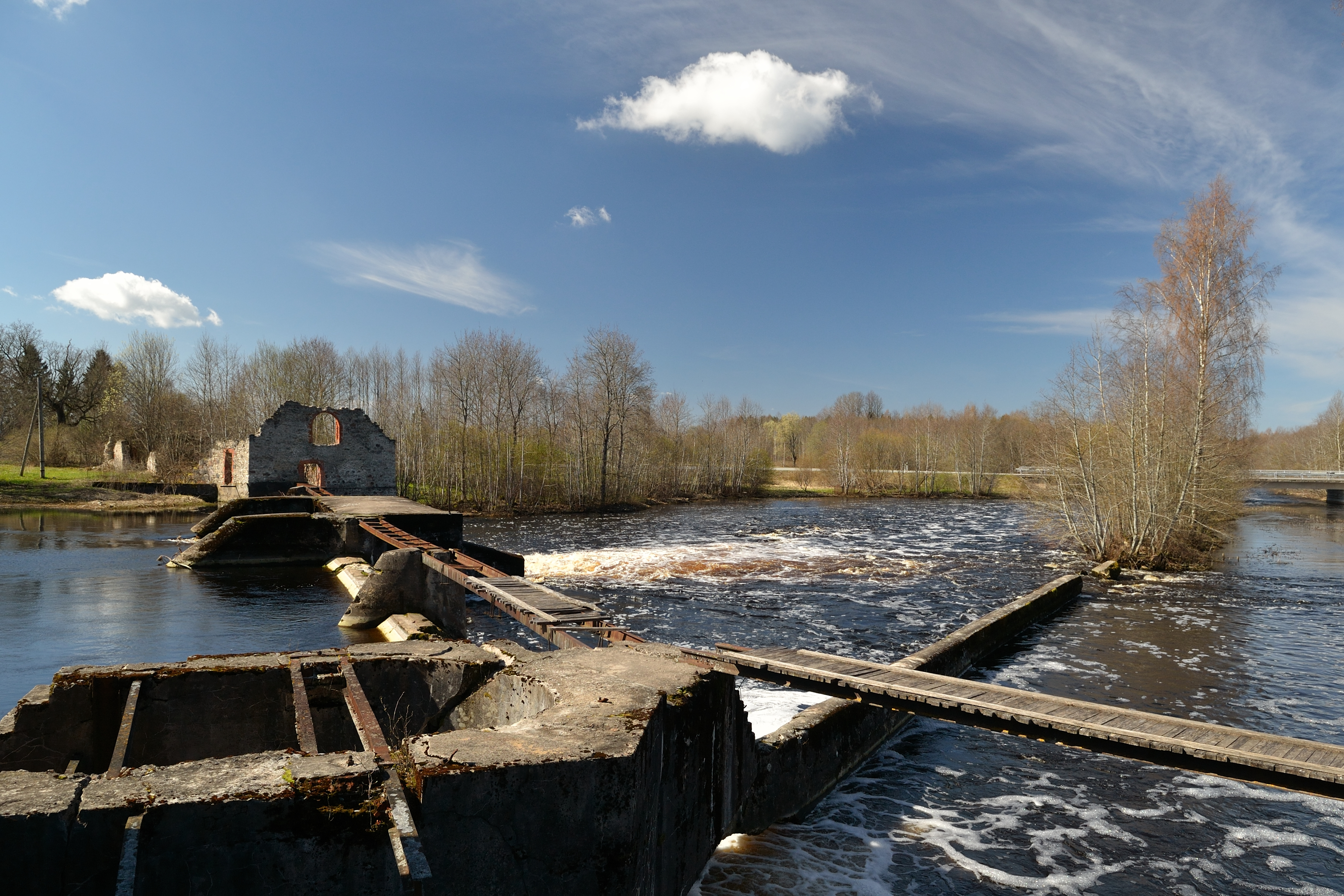
Jändja纸浆厂的水库
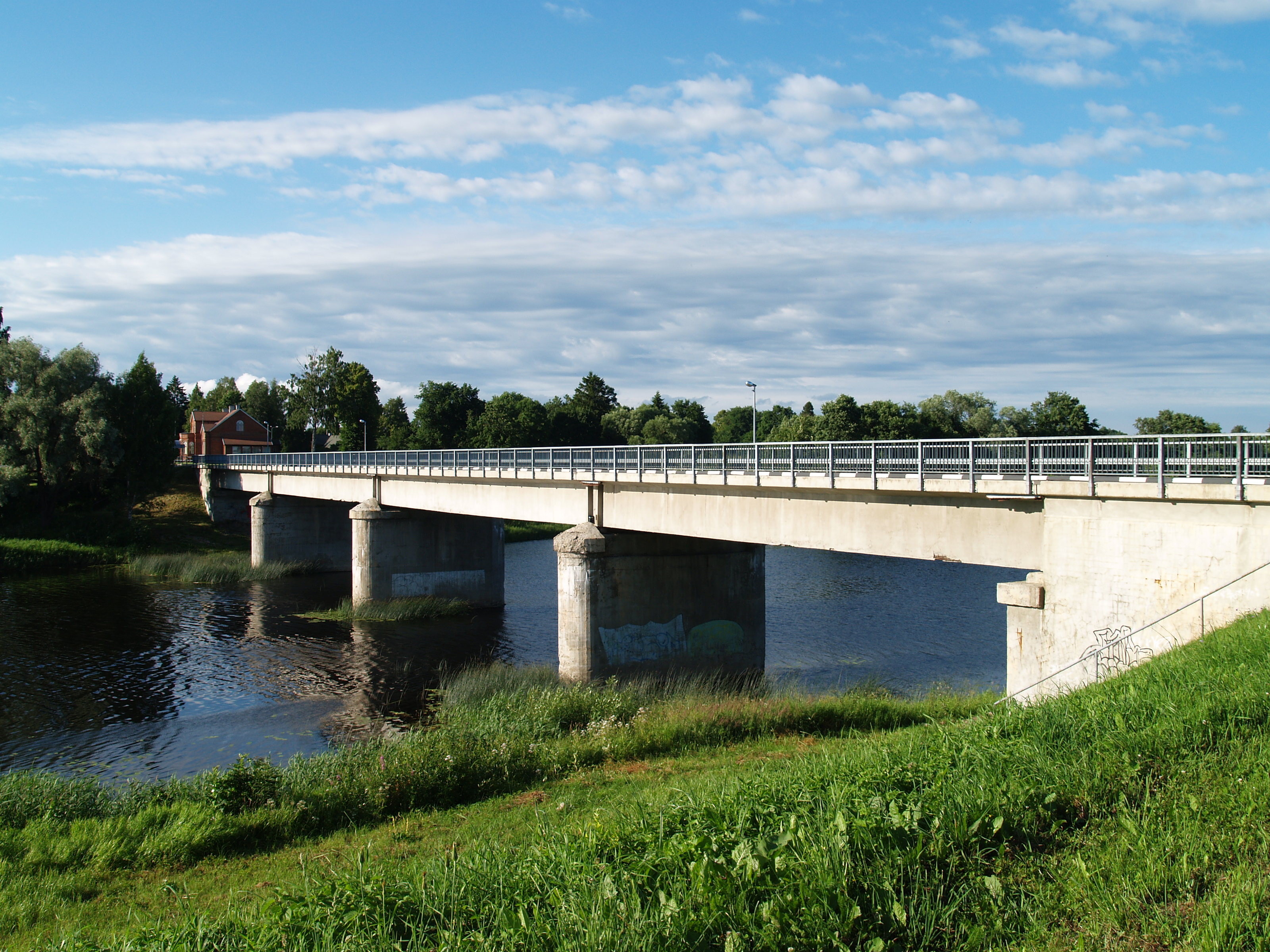
托里桥